# 碧玉铁质岩

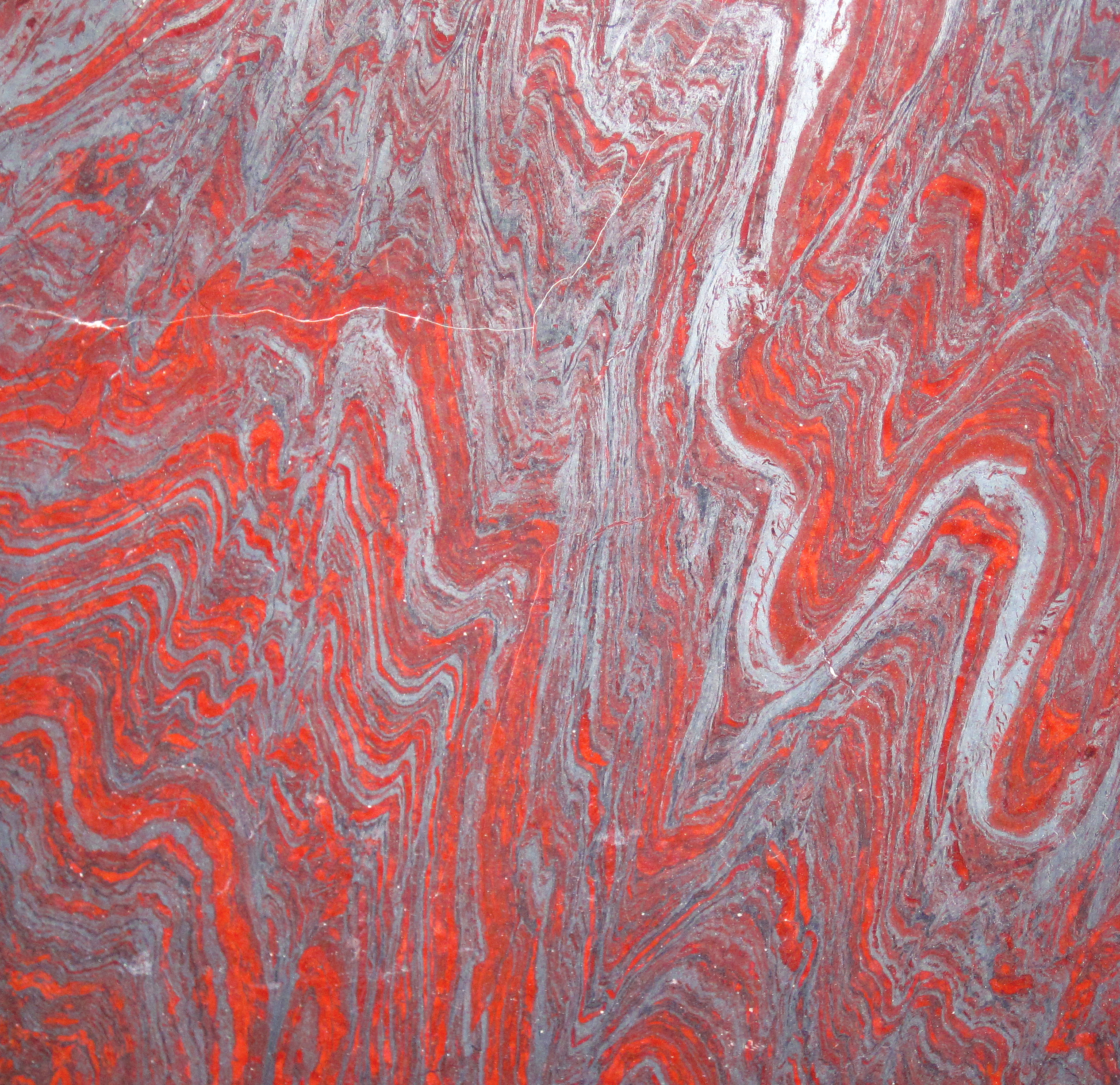
碧玉铁质岩, 標本地點：巴西，Minas Gerais

碧玉铁质岩（英語：Jaspillite），或 jaspilite 也稱為鐵英岩（ itabirite），是一種類似於燧石的化學岩石，但通常富含鐵。 它也被稱為碧玉鐵燧岩（taconite）。碧玉铁质岩通常是赤鐵礦和石英的帶狀混合物，在加拿大地盾元古代和太古宙帶狀鐵層岩石中。
碧玉铁质岩也形成于鉛鋅礦床的噴發化學沉積物，以及海底火山活動周圍的熱液蝕變區。
它被用作寶石。